# E.T.A. Hoffmann-Gymnasium Bamberg
Das staatliche E.T.A. Hoffmann-Gymnasium Bamberg (kurz: E.T.A.) ist ein musisches Gymnasium in Bamberg, Oberfranken. Es ist benannt nach dem Musiker, Zeichner und Schriftsteller E. T. A. Hoffmann, der Anfang des 19. Jahrhunderts einige Zeit in Bamberg wirkte. Seit 2011 ist das E.T.A. Hoffmann-Gymnasium UNESCO-Projektschule im anerkannten Status.

## Schwerpunkte
Die musischen Fächer Deutsch, Kunsterziehung und Musik haben besonderes Gewicht. Im Pädagogischen Seminar werden jährlich etwa 20 bis 30 Studienreferendare in den Fächern Deutsch, Geschichte, Sozialkunde, Englisch, Mathematik, Physik sowie Kunsterziehung und Psychologie durch den Vorbereitungsdienst begleitet und auf das 2. Staatsexamen vorbereitet.

## Geschichte
Im Mai 1871 – wenige Monate nach der Gründung des Deutschen Reiches – erfolgte der Baubeginn des bereits seit geraumer Zeit geplanten koeniglichen Schullehrer-Seminars auf dem Stephansberg, das die Nachfolge der Präparandenschule antreten sollte, in der junge Menschen auf den Besuch des Lehrerseminars vorbereitet wurden. Diese Tradition spiegelt sich noch im pädagogischen Seminar des E.T.A. Hoffmann-Gymnasiums wider, das derzeit in den Fächern Deutsch, Geschichte, Sozialkunde, Englisch, Mathematik, Physik, Kunst und Psychologie Studienreferendare auf das Zweite Staatsexamen vorbereitet.
Nach dem Ende des Ersten Weltkrieges übernahm 1919 Ernst Weber die Leitung der damaligen Lehrerbildungsanstalt. Sein Ziel war die Verlagerung der Lehrerausbildung an Pädagogische Hochschulen. Ein neu zu schaffender Schultyp, das Deutsche Gymnasium, sollte hierfür die Grundlage schaffen. Mit der Machtübergabe an die Nationalsozialisten 1933 waren diese Pläne zunächst nicht mehr realisierbar, da seit dem Schuljahr 1935/1936 die bisherige Lehrerbildungsanstalt in eine sogenannte Deutsche Aufbauschule umgewandelt wurde. Eine geplante Flakstellung, die Verwendung als Lazarett sowie die Auslagerung der Schüler in das benachbarte Neue Gymnasium (heute Franz-Ludwig-Gymnasium) bildeten 1944 einen Tiefpunkt in der Schulgeschichte.
Mit der Wiederaufnahme des Schulbetriebs am 26. März 1946 wurde zum einen mit der Lehrerbildungsanstalt wieder an die – auch musischen – Traditionen der Anfangsjahre angeknüpft, zum anderen dokumentiert die Bezeichnung Aufbauschule im Abbau die Abwendung von den nationalsozialistisch geprägten Bildungsvorstellungen und eine bewusste Hinwendung zu älteren Wurzeln. Dies spiegelt sich auch in der seit 1954 offiziell gebrauchten Bezeichnung Deutsches Gymnasium wider. Infolge einer generellen Namensneuregelung bayerischer Gymnasien trägt die Schule seit 1965/1966 die Bezeichnung E.T.A. Hoffmann-Gymnasium.

## Lage
Die Schule steht auf einem über 10 Tagewerk großen Grundstück in exponierter Lage über Bamberg auf einem ehemaligen Weinbaugebiet oberhalb des linken Regnitzarms, das der bayerische Staat 1869 für rund 24.000 Gulden erwerben konnte. In direkter Nähe befindet sich die Dr.-Remeis-Sternwarte.

## Persönlichkeiten

### Schüler
- Klaus Zimmermann  (* 1964), Historiker
- Bettina Schmidt (* 1965), Szenenbildnerin
- Helmut Metzner (* 1968), Politiker
- Simon Dibbern (* 1988), ehemaliger Fernsehschauspieler
- Katharina Königsfeld (* 1988), Pianistin